# Heinävesi
Heinävesi este o comună din Finlanda.